# Giru
Giru († 128) oder Kiru war von 77 bis 128 der dritte König von Baekje, einem der Drei Reiche von Korea.

## Herkunft
Er war der älteste Sohn von Daru. Im sechsten Jahr von Darus Regentschaft, also im Jahr 33, wurde Giru zum Kronprinzen. Nach Darus Tod im Jahr 77, dessen 50 Herrschaftsjahr, wurde er gekrönt. Das Samguk Sagi beschreibt ihn als entschlossene Person, welche sich nicht von Kleinigkeiten ablenken ließ. Im Samguk Yusa wird er nur als Sohn von Daru erwähnt.

## Herrschaft
Über die Jahre während Girus Herrschaft ist nur wenig im Samguk Sagi, der ältesten Quelle der frühen, vermutlich erfundenen Könige von Baekje, geschrieben und auffällig viele Einträge betreffen Katastrophen.
Im Jahr 85 schickt Giru Truppen los um das Grenzgebiet von Silla zu plündern und 105 will er einen Frieden aushandeln.
Drei Jahre später werden die «Malgal» erwähnt, welche in die «Ugok»-Region einfielen, sie plünderten und die Einwohner verschleppten. Es ist jedoch unklar, wer diese Malgal waren, da ein mit diesem Namen beschriebenes Volk in der heutigen Mandschurei, nordwestlich des koreanischen Königreiches Goguryeo vermutet wird. Baekjes Hauptstadt hingegen wird deutlich südlicher, nahe dem heutigen Seoul verortet. Die Malgal seien aber weder die Buyeo, aus denen Baekje hervorgegangen ist, noch die Mahan aus dem Süden. Vermutlich sind eigentlich die Ye oder Dongye (zu dt. „Östliche Ye“) der koreanischen Ostküste gemeint.
125 bittet Silla schriftlich um Unterstützung im Kampf gegen die angreifenden Malgal. Giru sendet fünf Generäle mit deren Armeen dem Nachbarn zu Hilfe. In den Silla-Annalen (Teil der Samguk Sagi) steht, dass die Malgal die Flucht ergriffen, als die Baekje-Truppen ankamen.
Nebenbei werden zahlreiche Naturereignisse erwähnt. So zum Beispiel eine Nova 85, mehrere Erdbeben, Steinschläge, Fluten, Stürme, ein frostfreier Winter und zwei Sonnenfinsternissen. Letztere waren in Korea jedoch gar nicht sichtbar und wurden vermutlich bei der Entstehung der Samguk Sagi aus der Hou Hanshu entnommen.

## Tod
Im Winter 128 starb Giru und sein Sohn Gaeru übernahm den Thron.